# Robe kabyle
La robe kabyle (en kabyle : Taqendurt) est un costume traditionnel algérien, vêtement populaire de Kabylie. Elle se caractérise par des couleurs vives et des lignes simples. De nos jours, elle se porte quotidiennement par les filles et les femmes kabyles.

## Description
La robe kabyle est une robe qui se caractérise par sa coupe simple, faite dans des cotonnades imprimées de motifs fleuris polychromes. La fouta aide à le maintenir en place autour des hanches et des jambes. Elle possède un empiècement rectangulaire (lebt'an), ses manches longues sont terminées soit par un poignet, soit par plusieurs galons plats de couleur.
Le costume kabyle traditionnel se compose classiquement de cinq pièces principales : la robe Thaqandourth (djebbba), la fouta (tablier), la ceinture h’zam, le foulard m’harma (Amendil) et les parures argentées (bijoux). La robe kabyle : héritage vivant, beauté identitaire et symbole de fierté féminine
Elle se caractérise par des couleurs vives et des lignes simples. Elle est garnie au niveau de la poitrine de motifs brodés en zigzag et de bouclettes (dentelles kabyles) de plusieurs couleurs. En outre, la robe des Ouadhias se caractérise par une utilisation de beaucoup de dentelles, de couleurs et la forme du corset est ronde.
Une autre robe de dessus, sans manches appelée Taksiwt, possède dans le dos un empiècement qui descend jusqu'à la taille. La robe de fête est garnie plus abondamment, ses galons sont de couleurs assorties ou contrastées. De nos jours, la robe est devenue plus légère, ses broderies sont de plus en plus fines. Elle fait désormais partie du trousseau de la mariée d'autres régions.

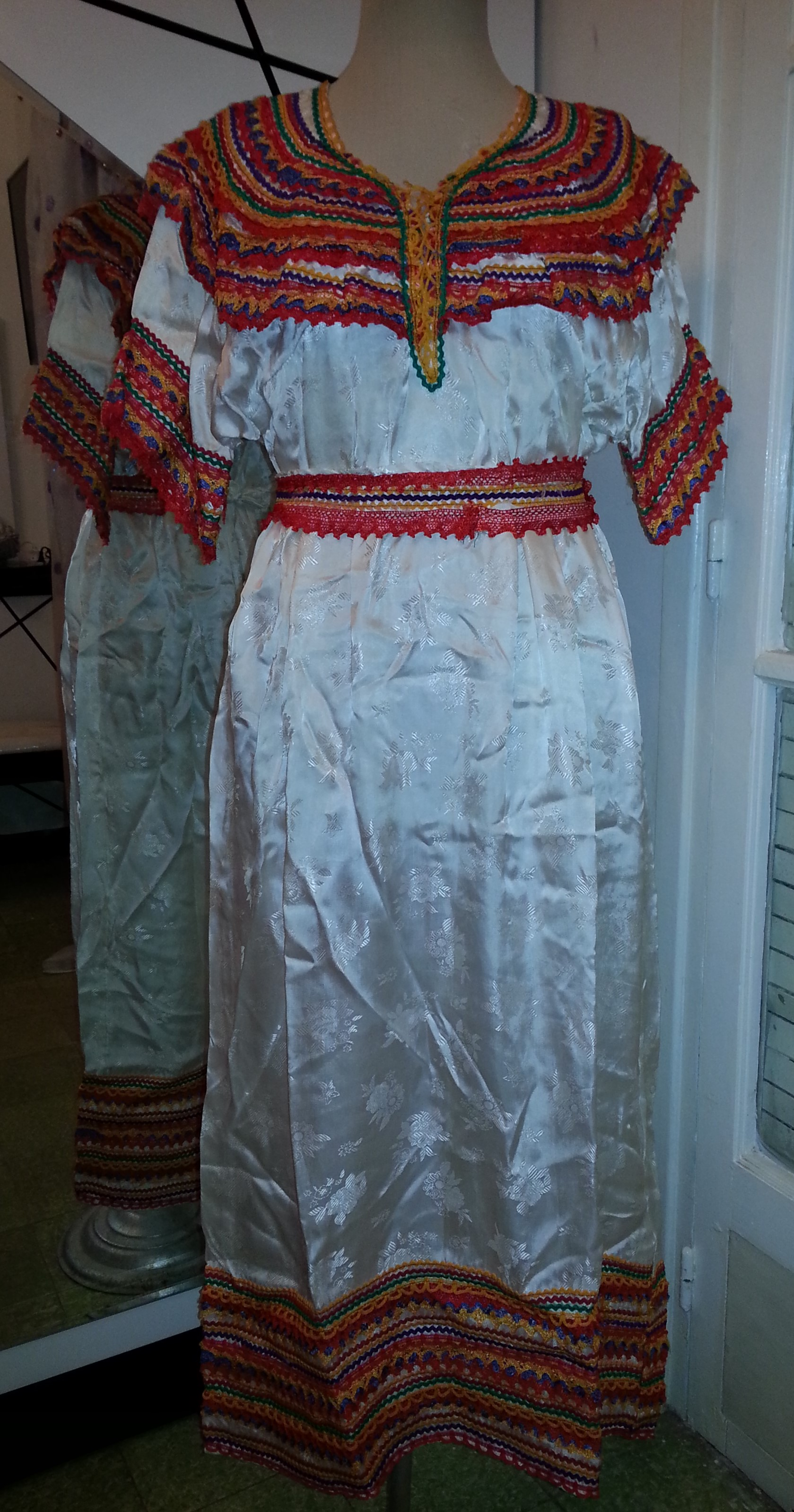
La robe sans fouta.
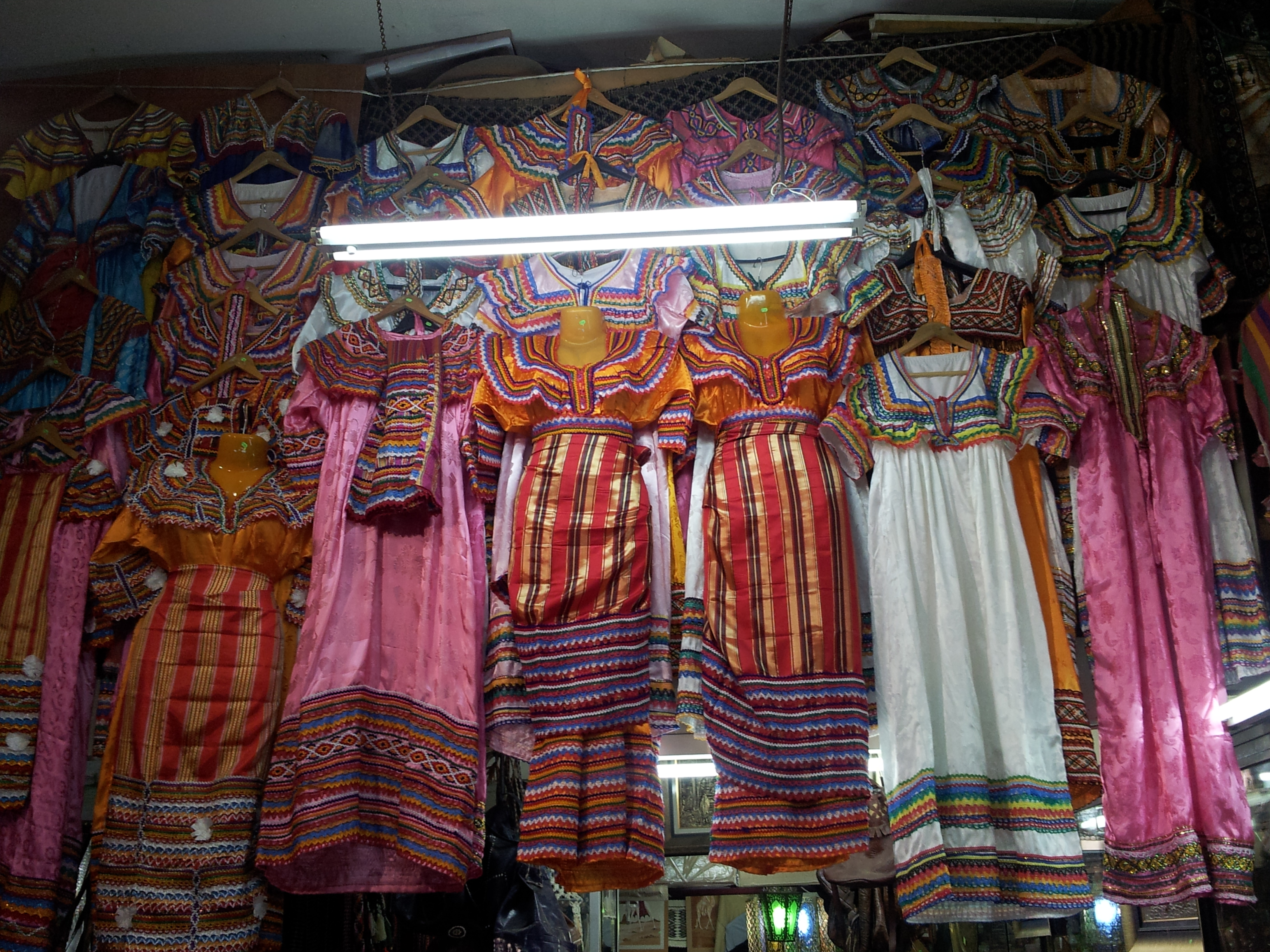
Robes kabyles dans les années 2000.
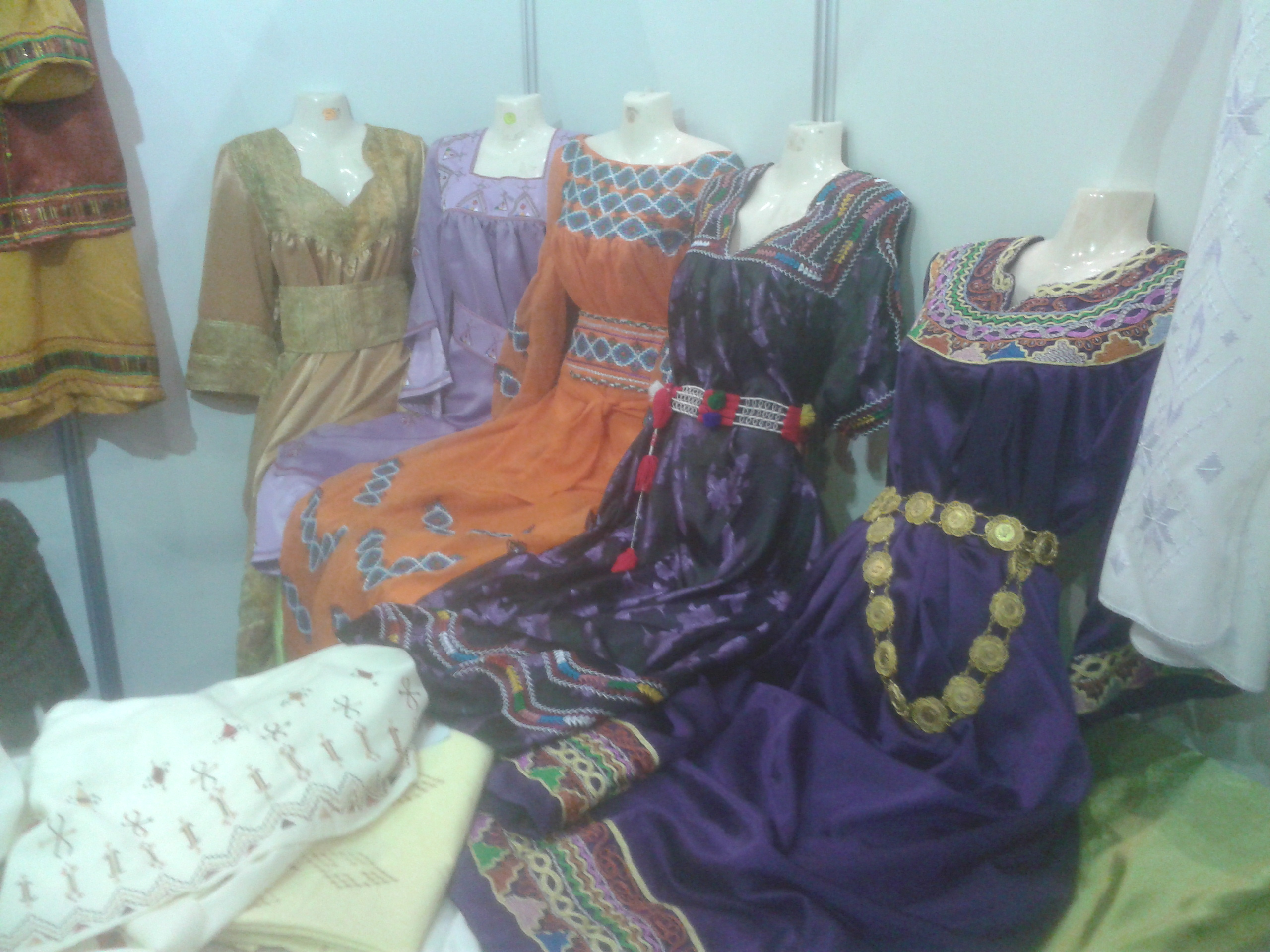
Autres styles.

## Histoire

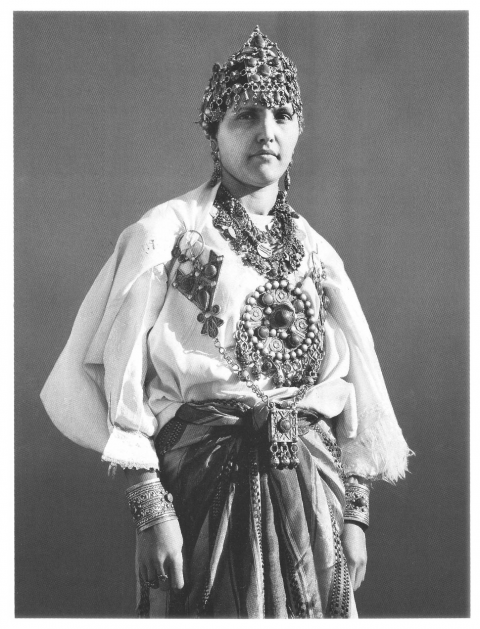
Femme kabyle portant les costumes et les bijoux traditionnels.

Jusqu'au début du XXe siècle, le péplum retenu par deux fibules, appelé akhellal, constitue la pièce principale du costume kabyle. Il est souvent confectionné à partir de laine non teintée, toutefois, il existe des modèles plus compliqués, parcourus de stries verticales polychromes. Le timelhaft est l'autre vêtement ancien connu, cette pièce d'étoffe rectangulaire en fine cotonnade blanche ou gaze serrée, est retenue également aux épaules par de grandes fibules (tikhlatin). 
Toutefois, l'ancienne taqendourth, première tunique en laine cousue sur les côtés qui s'enfile sous le péplum à fibules, s'introduit dans la région et révèle l'influence citadine de l'ancienne gandoura. Au début du XXe siècle, les tissus manufacturés poussent les villageoises à renoncer progressivement au tissage de l'akhellal. La taqendourth devient alors l'élément principal du costume féminin.  
Puis, la robe kabyle s'agrémente d'une quantité importante de passements aux couleurs vives qui dessinent des motifs compliqués en guise de véritables broderies.